# ژرانوویتسه
ژرانوویتسه (به لاتین: Žeranovice) یک منطقهٔ مسکونی در جمهوری چک است که در شهرستان کرومیه‌رژیژ واقع شده‌است. ژرانوویتسه ۵٫۳۷ کیلومتر مربع مساحت و ۷۴۶ نفر جمعیت دارد و ۲۴۴ متر بالاتر از سطح دریا واقع شده‌است.